# برادبنت (اورگن)
برادبنت (به انگلیسی: Broadbent) یک منطقهٔ مسکونی در ایالات متحده آمریکا است که در شهرستان کوس، اورگن واقع شده‌است. برادبنت ۲۴٫۰۸ متر بالاتر از سطح دریا واقع شده‌است.